# Ken Adam

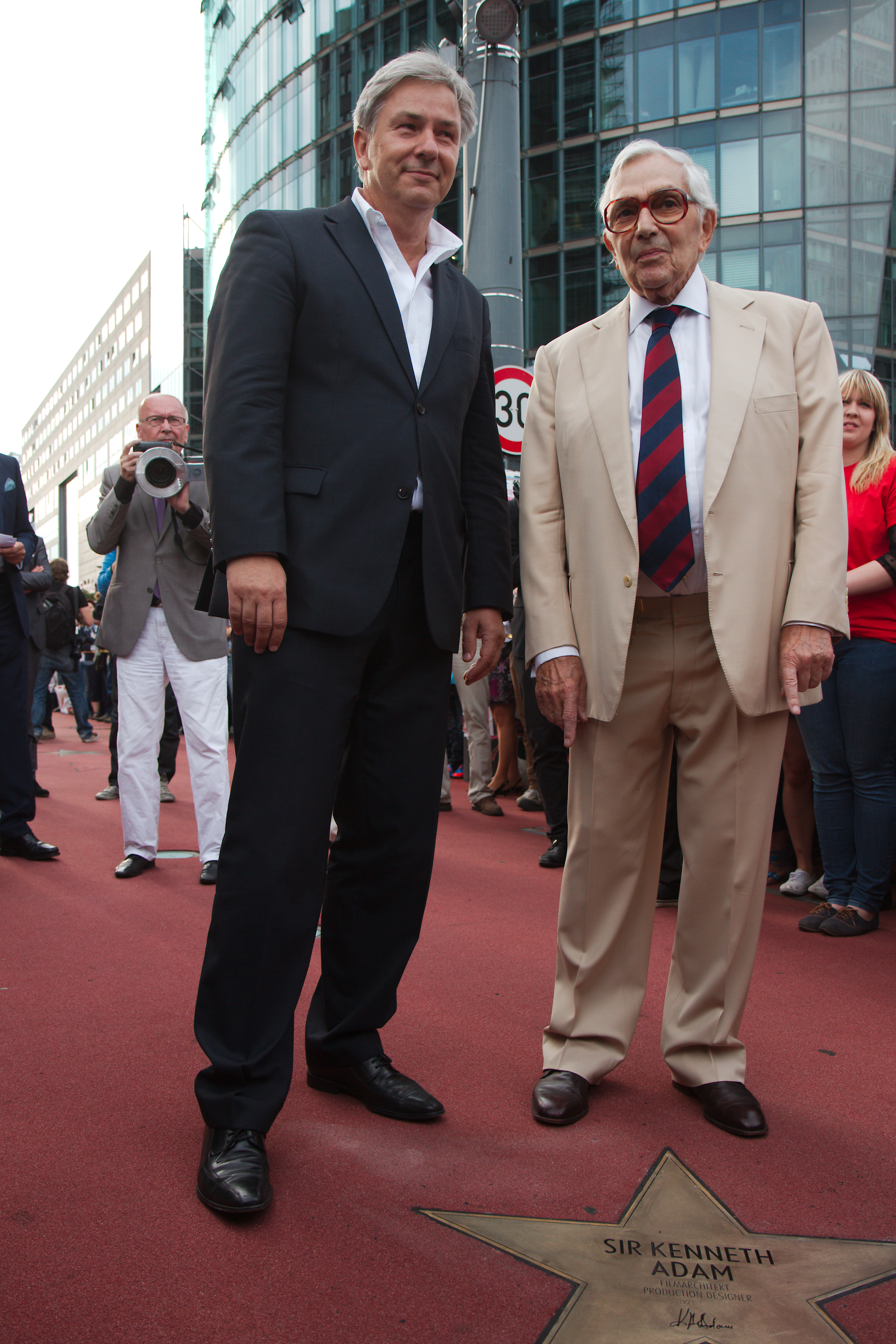
Klaus Wowereit en Ken Adam in 2012

Sir Ken Adam, geboren Klaus Hugo Adam (Berlijn, 5 februari 1921 – Londen, 10 maart 2016), was een Brits production designer. Hij schreef in de jaren zestig en zeventig filmgeschiedenis met zijn doordachte en extravagante decors voor de vroege James Bondfilms. Hij won twee Oscars en verschillende andere prijzen en werd voor zijn bijdragen aan de filmindustrie en de Anglo-Duitse relaties in 2003 door koningin Elizabeth geridderd.

## Biografie
Als 12-jarige jongen, zoon van de Pruisische cavalerist en zakenman Fritz Adam en Lilli Saalfeld, zag hij in 1933 de Rijksdagbrand vanuit de Tiergarten. Het Joodse gezin Adam vluchtte voor het groeiende nationaalsocialisme in 1934 uit Duitsland naar Groot-Brittannië. Al tijdens zijn schooljaren op het gerenommeerde Französisches Gymnasium in Berlijn en St. Paul's School in Londen viel zijn artistieke talent op bij zijn leraren door zijn levensechte tekeningen van Goethe en Schiller en reproducties van de zelfportretten van Van Gogh. Op aanraden van filmontwerper Vincent Korda koos hij voor een studie architectuur aan het University College London nadat hij in Engeland was gegrepen door expressionistische Duitse films als Das Cabinet des Dr. Caligari en Das Testament des Dr. Mabuse van Fritz Lang: "They were so theatrical, these artists who dreamt up these fantastic dreamlike environments, and it struck a note with me — ze waren zo theatraal, de artiesten die deze fantastische droomwerelden tevoorschijn toverden, en dat raakte een gevoelige snaar in mij".
Toen de Tweede Wereldoorlog uitbrak, was hij nog niet genaturaliseerd. Hij nam dienst bij de Royal Air Force en werd zo een van de drie Duitse piloten die tijdens de Tweede Wereldoorlog onder Britse vlag vlogen. Was hij in Duitse handen gevallen, dan had hij als landverrader terechtgesteld kunnen worden. Bij de strijd in Normandië vloog hij in een Hawker Typhoon jachtbommenwerper. Zijn broer Dennis werd in 1944 de derde Duitse RAF-piloot.
Adam trouwde op 16 augustus 1952 met de Italiaanse artdirector Maria-Letizia Moauro, die hij had ontmoet tijdens filmopnamen op het eiland Ischia. In 1980 maakte hij deel uit van de jury van het Filmfestival van Cannes. In 1999 jureerde hij op het Filmfestival van Berlijn. Ook in 1999 organiseerde het V&A de tentoonstelling Ken Adam - Designing the Cold War.
Adam stond bekend als een goedlachse, intelligente en onderhoudende man met een zwak voor snelle auto's. Hij woonde in de Londense wijk South Kensington maar had ook een huis in Los Angeles. Hij overleed op 95-jarige leeftijd na een korte ziekenhuisopname.

## Werk
De eerste baan van Adam in de cinemawereld was die van tekenaar voor de film This Was a Woman van regisseur Tim Whelan uit 1948. Hij kreeg zijn eerste credits als de production designer van de Britse thriller Soho Incident uit 1956. In de jaren 50 vertrok hij naar Hollywood, waar hij als ongecrediteerde assistent meewerkte aan Around the World in 80 Days (1956) en Ben-Hur (1959). De eerste credits als ontwerper in Hollywood volgden met de horrorfilm Night of the Demon van Jacques Tourneur uit 1957. Ook werkte hij mee aan verschillende films van Robert Aldrich. In 1962 werd hij aangetrokken voor de productie van de eerste Bondfilm, Dr. No. In 1964 ontwierp hij het beroemde decor van de War Room in het Witte Huis voor Stanley Kubricks film Dr. Strangelove. Eind jaren 60 bood hem Kubrick hem aan om mee te werken aan zijn volgende project, 2001: A Space Odyssey, maar Adam bedankte voor de eer toen hij ontdekte dat Kubrick samen met de NASA de mogelijkheden van ruimtevaart had onderzocht: "Because I could only function properly with this very powerful computer-like brain of Stanley by knowing as much visually about the subject matter as he did—omdat ik alleen goed kon functioneren bij het krachtige computerbrein van Stanley als ik evenveel van de visuele aspecten afwist als hij". In 1975 werkte hij weer samen met Kubrick aan Barry Lyndon, de film die hem zijn eerste Oscar opleverde.
Ook ontwierp hij de beroemde vliegende auto in Chitty Chitty Bang Bang. Deze film uit 1968 werd geproduceerd door hetzelfde team dat verantwoordelijk was voor de eerste Bondfilms.
De eerste film waarin hij samenwerkte met Bondproducer Broccoli was The Trials of Oscar Wilde uit 1960. Na Dr. No ontwierp Adam de decors voor de Bondfilms Goldfinger (1964), Thunderball (1965), You Only Live Twice (1967) en Diamonds Are Forever (1971). Voor de supertanker in The Spy Who Loved Me uit 1977 bouwde hij de grootste sound stage die de wereld tot dan had gezien. Zijn laatste Bondfilm was Moonraker in 1979.
Andere films waar Adam aan mee heeft gewerkt, zijn onder meer The IPCRESS File (1965) en het vervolg daarop Funeral in Berlin (1966), Goodbye, Mr. Chips (1969), Sleuth (1972), Salon Kitty (1976), Agnes of God (1985), Addams Family Values (1993) en The Madness of King George (1994). In de late jaren 70 maakte hij nog schetsen voor een nieuwe film van Star Trek, Planet of the Titans, die uiteindelijk nooit gemaakt is. Zijn laatste werk was voor Taking Sides uit 2001.

## Prijzen
Adam won twee BAFTA Awards voor Dr. Strangelove (1964) en The IPCRESS File (1965). Ook werd hij genomineerd voor zijn werk aan Goldfinger, Thunderball, You Only Live Twice, Sleuth, Barry Lyndon, The Spy Who Loved Me and The Madness of King George. In 1975 won hij de Academy Award for Best Art Direction voor zijn herschepping van het 18e-eeuwse Engeland in Barry Lyndon. De tweede Oscar volgde in 1994 voor zijn bijdrage aan The Madness of King George. Andere Oscarnominaties waren er voor Around the World in Eighty Days, The Spy Who Loved Me en Addams Family Values. In 2002 won hij een Art Directors Guild Lifetime Achievement Award en in 2003 was hij de eerste winnaar van een Ciak di Corallo op het Ischia Film Festival.